# Nazionale femminile di calcio della Tunisia
La nazionale di calcio femminile della Tunisia è la rappresentativa calcistica femminile internazionale della Tunisia, gestita dalla locale federazione calcistica (FTF).
In base alla classifica emessa dalla FIFA il 15 marzo 2024, la nazionale femminile occupa il 78º posto del FIFA/Coca-Cola Women's World Ranking.
Come membro della Confédération Africaine de Football (CAF), partecipa a vari tornei di calcio internazionali, come al Campionato mondiale FIFA, alla Coppa delle nazioni africane femminile, ai Giochi olimpici estivi e ai tornei a invito. Oltre alla CAF, come le altre nazionali di calcio che rappresentano la Tunisia negli incontri internazionali, è membro dell'Union of North African Football Federations (UNAF), che riunisce i Paesi nordafricani, e della Union of Arab Football Associations (UAFA), che riunisce i Paesi arabi. Il miglior risultato conseguito è rappresentato dai quarti di finale nella Coppa delle nazioni africane 2022.

## Storia
La nazionale tunisina fece il suo esordio nella fase finale della campionato africano nel 2008 alla sua prima partecipazione alla competizione; dopo aver beneficiato del ritiro dell'Egitto nel turno preliminare delle qualificazioni, superò l'Algeria al primo turno e ottenne l'accesso alla fase finale. Sorteggiata nel gruppo B assieme a Sudafrica, Nigeria e Ghana, concluse al quarto e ultimo posto in classifica, avendo perso contro sudafricane e ghanesi e conquistato un pareggio contro le nigeriane.
Nelle quattro edizioni successive la Tunisia non riuscì ad accedere alla fase finale, venendo sempre eliminata nel corso delle qualificazioni. La squadra rimase inattiva per circa tre anni tra il 2017 e il 2019, venendo anche esclusa dalla classifica mondiale FIFA. Nel febbraio 2020 la Tunisia ospitò la seconda edizione del campionato UNAF per nazionali femminili, che venne vinta dal Marocco, mentre le padrone di casa conclusero al terzo posto. Dopo aver partecipato alla prima edizione nel 2006, conclusa al terzo posto, la Tunisia prese parte alla seconda edizione della Coppa araba femminile nel 2021: dopo aver superato la fase a gruppi come seconda classificata e battuto l'Algeria in semifinale dopo i tiri di rigore, la nazionale tunisina venne sconfitta in finale dalla Giordania per 1-0.
Nel 2022 la nazionale tunisina ottenne la qualificazione all'edizione 2022 della Coppa delle nazioni africane, dopo aver superato l'Egitto al primo turno e la Guinea Equatoriale al secondo turno. Alla sua seconda partecipazione, la Tunisia venne sorteggiata nel gruppo B con Zambia, Camerun e Togo. Le tunisine conclusero al terzo posto con una vittoria contro le togolesi e due sconfitte, accedendo alla fase a eliminazione diretta come migliore terza. Il cammino si concluse ai quarti di finale con una sconfitta per 1-0 contro il Sudafrica. Nonostante l'eliminazione, la Tunisia disputò e perse ai tiri di rigore uno spareggio contro il Senegal, valevole per la partecipazione ai play-off intercontinentali per la qualificazione al campionato mondiale 2023.

## Partecipazione ai tornei internazionali
Legenda: Grassetto: Risultato migliore, Corsivo: Mancate partecipazioni